# Ізольована мова

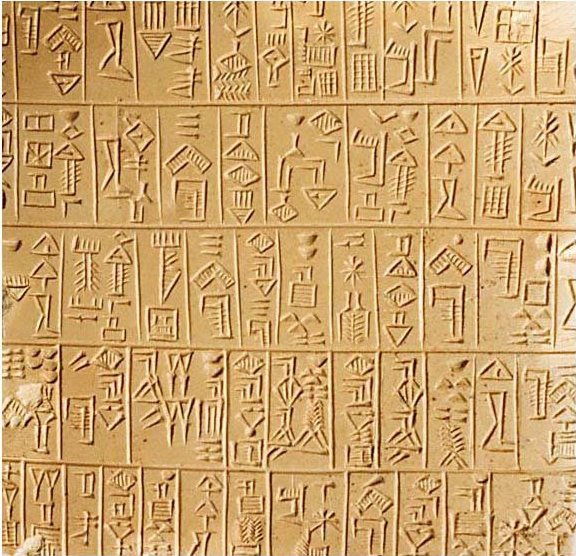
Глиняна табличка із записом шумерською мовою

Ізольо́вана мо́ва, або мо́вний ізоля́т — природна мова, не пов'язана з іншими мовами генеалогічними (генетичними) зв'язками, тобто така, що не має відомого спільного предка з жодною іншою мовою. Мовний ізолят є, власне, мовною сім'єю, що складається з єдиної мови. Зазвичай наводять приклади баскської мови, шумерської, мов айну і бурушаскі, хоча у кожному випадку існує меншість дослідників, які стверджують, що вони зуміли відшукати спільні корені цих мов з іншими.
У відносному значенні, мовні ізоляти виділяють також у складі мовних сімей. Албанська, вірменська і грецька мови належать до індоєвропейських, але водночас не входять до жодних груп у складі індоєвропейських мов.
До ізольованих мов належить мова керіс, якою розмовляють сім пуебло у штаті Нью-Мексико, США.

## Приклади ізольованих мов
- баскська мова
- яґанська мова
- нівхська мова
- мова хадза
- † шумерська мова
- † етруська мова

## Псевдоізольовані мови
Існують мови, що часто помилково належать до ізолятів, але з різних причин такими не є, наприклад, японська мова, що належить до японо-рюкюської групи мов.